# Liste der Orgeln in Niederbayern
In dieser Liste der Orgeln in Niederbayern sind die erhaltenen historischen Orgeln und überregional bedeutenden Orgelneubauten in Niederbayern verzeichnet. Diese Liste ist eine Ergänzung zum Hauptartikel Orgellandschaft Niederbayern, wo sich auch die zugrunde liegende Literatur findet.
In der dritten Spalte sind die hauptsächlichen Erbauer angeführt; eine Kooperation mehrerer Orgelbauer wird durch Schrägstrich angezeigt, spätere Umbauten durch Komma. Kursivschreibung gibt an, dass nur das Gehäuse erhalten ist. In der fünften Spalte bezeichnet die römische Zahl die Anzahl der Manuale, ein großes „P“ ein selbstständiges Pedal, ein kleines „p“ ein nur angehängtes Pedal und die arabische Zahl die Anzahl der klingenden Register. Die siebte und achte Spalte führen die letzte umfassende Restaurierung an. Nähere Informationen zu den einzelnen Orgeln finden sich in der letzten Spalte mit Links innerhalb der Wikipedia oder mit externen Weblinks.
| Ort                | Kirche                                           | Bild | Orgelbauer                                  | Jahr            | Manuale | Register | Bemerkungen |
| ------------------ | ------------------------------------------------ | ---- | ------------------------------------------- | --------------- | ------- | -------- | --- |
| Aich               | Pfarrkirche St. Ulrich                           |      | Johann Schweinacher                         | um 1760         |         |          | Ursprünglich im Chorgestühl der Landshuter Dominikanerkirche aufgestellt. Prospekt erhalten. → Orgel                                                                                             |
| Aigen am Inn       | St. Leonhard                                     |      | Leopold Freundt?                            |                 |         |          | |
| Antenring          | Wallfahrtskirche Unsere Liebe Frau               |      | Veichtmayr                                  | 1748            | I/P     | 6        | Prospekt erhalten, 1748 für Pönning erbaut, um 1765 versetzt nach Antenring. 2021 Restaurierung Andreas Hemmerlein                                                                               |
| Asbach             | Ehem. Klosterkirche St. Matthäus                 |      | Johann Schweinacher                         | 1787            | II/P    | 16       | Umbau durch Martin Hechenberger 1895 (seitdem 17 Register). |
| Binabiburg         | Wallfahrtskirche St. Salvator                    |      | Anton Bayr                                  | 1747            | I/P     | 9        | → Orgel |
| Bogen              | Wallfahrtskirche Bogenberg                       |      |                                             | 1730            |         |          | Prospekt erhalten, 1994 Neubau Rieger Orgelbau (31/II/P) |
| Dingolfing         | Dreifaltigkeitskapelle                           |      | Johann Peter Plersch                        | 1769            |         |          | |
| Fürstenzell        | Ehem. Klosterkirche Mariä Himmelfahrt            |      | Philipp Jakob Schmid                        | 1746            | I       | 6        | |
| Halbmeile          | Wallfahrtskirche Zur Schmerzhaften Mutter Gottes |      | Johann Peter Plersch                        | 1787            | I       | 6        | |
| Hellring           | St. Ottilia                                      |      | Johann Konrad Brandenstein                  | um 1740         | I       | 7        | Erhalten, 2002 von Eisenbarth restauriert. → Orgel |
| Kößlarn            | Wehrkirche                                       |      | Johann Ignaz Egedacher                      | 1722            | I       | 8        | |
| Laaber             | St. Stephan                                      |      | Josef Mühlbauer junior                      | um 1840         | I/P     | 6        | |
| Landau an der Isar | Mariä Himmelfahrt                                |      | Franz Mitterreither                         | 1741            |         |          | 1979 Neubau Weise (39/III/P), 2011 Umbau und Reorganisation Andreas Utz |
| Landshut           | Dominikanerkirche                                |      | Orgelbau Schmid                             | 1965            | V/P     | 75       | → Orgel |
| Landshut           | St. Jodok                                        |      | G. F. Steinmeyer                            | 1890            | II/P    | 30       | 1966 Umbau durch Gerhard Schmid. → Orgel |
| Landshut           | St. Jodok                                        |      | Jürgen Ahrend                               | 1997            | II/P    | 15       | → Orgel |
| Landshut           | Wallfahrtskirche Maria Bründl                    |      | Joseph Schweinacher                         | 1832            | I/P     | 6        | → Orgel |
| Landshut           | Martinskirche                                    |      | Ekkehard Simon                              | 1984            | IV/P    | 76       | Gehäuse-Mittelteil von der historischen Christoph-Egedacher-Orgel (um 1680) übernommen. → Orgel                                                                                                  |
| Landshut           | Theklakapelle                                    |      | Johann Schweinacher                         | 1759            | I       | 5        | 1976 restauriert durch Ekkehard Simon. → Orgel |
| Loitzendorf        | St. Margaretha                                   |      | Johann Peter Plersch                        | um 1766         |         |          | Fischer und Wohnhaas ordnen den typischen Prospekt Andreas Weiß (Orgelbauer, 1722) zu. |
| Mettenbach         | St. Vitus                                        |      | Franz Mitterreither                         | 1730            | I       | 10       | → Orgel |
| Oberhornbach       | St. Stephan                                      |      | Josef Mühlbauer junior                      | um 1840         | I/p     | 3        | → Orgel |
| Oberlauterbach     | Unserer Lieben Frau                              |      | Josef Mühlbauer junior                      | 1840            | I/P     | 8        | |
| Oberotterbach      | Wallfahrtskirche St. Leonhard                    |      | Johann Schweinacher                         | 1782            |         |          | Prospekt erhalten. |
| Oberotterbach      | Wallfahrtskirche St. Leonhard                    |      | Josef Mühlbauer junior                      | um 1845         | I/P     | 12       | → Orgel |
| Paindlkofen        | St. Stephan                                      |      | Adam Fundesin (?)                           | 1683            | I/p     | 5        | 1855 aus dem Kloster Seligenthal in Landshut erworben und durch Johann Ehrlich in Paindlkofen wiederaufgebaut. Restauriert 1884 durch Ludwig Edenhofer und um 1975 durch Ekkehard Simon. → Orgel |
| Passau             | St. Michael                                      |      | Johann Ignaz Egedacher                      | 1721            |         |          | |
| Passau             | Dom St. Stephan                                  |      | Johann Ignaz Egedacher, Orgelbau Eisenbarth | 1715/1732, 1978 | V/P     | 126      | Seit 2020 Reorganisation und Erweiterung (Johannes Klais Orgelbau und Karl Schuke Berliner Orgelbauwerkstatt in Kooperation mit Orgelbau Eisenbarth und Casavant Frères). → Orgel                |
| Passau             | Dom St. Stephan, eigentlich Kloster Vornbach     |      | Johann Ignaz Egedacher                      | 1737            | I       | 5        | Restauriert 1954 durch Orgelbau Eisenbarth. → Orgel |
| Pürkwang           | St. Andreas                                      |      | Johann Schweinacher                         | um 1765         | I/P     | 9        | Prospekt erhalten. Werk von Steinmeyer 1896 (13/II/P) |
| Rainertshausen     | St. Erhard                                       |      | Johann Peter Plersch                        | um 1765         |         |          | Prospekt erhalten. |
| Saal an der Donau  | Christkönig                                      |      | E. F. Walcker & Cie.                        | 1965            | III/P   | 38       | 2020 umgebaut durch Thomas Jann → Orgel |
| Sandsbach          | St. Petrus                                       |      | Johann Peter Plersch                        | um 1765         |         |          | Prospekt erhalten. Werk von Weise 1983 (!!/I/P) |
| Schönberg          | St. Margaretha                                   |      | Johann Peter Plersch                        | um 1770         |         |          | Prospekt erhalten. Werk von Eisenbarth 1984 (28/II/P) |
| Stallwang          | St. Michael                                      |      | Johann Peter Plersch                        | um 1785         |         |          | Prospekt erhalten. |
| Stollnried         | Mariä Himmelfahrt                                |      | Josef Mühlbauer junior                      | 1847            | I/P     | 6        | |
| Straubing          | Karmelitenklosterkirche Hl. Geist                |      | Johann Sebastian Wild                       | 1702            |         |          | Prospekt erhalten. Werk 1993 Sandtner (39/II/P) |
| Straubing          | Kloster Azlburg                                  |      | Johann Peter Plersch                        | um 1765         |         |          | Prospekt erhalten. Werk Weise 1965 (15/II/P) |
| Straubing          | St. Veit                                         |      | Leonhard Veichtmayr                         | 1741            |         |          | |
| Straubing          | Basilika St. Jakob                               |      | Orgelbau Eule                               | 2020            | IV/P    | 94       | Orgelanlage aus Haupt-, Chor- und Fernorgel mit zwei Spieltische, Hauptgehäuse von Franz Borgias Maerz (1898). → Orgel                                                                           |
| Taufkirchen        | Maria Himmelfahrt                                |      | Orgelbau Vleugels                           | 1997            | II/P    | 28       | → Orgel |
| Thurnstein         | Schloss                                          |      | Johann Petrus Sixt                          | 1846            | I/P     | 6        | Prospekt von 1770 |
| Train              | St. Michael                                      |      | Josef Mühlbauer junior                      | 1836            |         |          | |
| Vilsbiburg         | Spitalkirche Hl. Dreifaltigkeit                  |      | Ludwig Ehrlich                              | 1825            | I/P     | 7        | |
| Vilshofen          | Wallfahrtskirche Maria Hilf am Birnbaum          |      | unbekannt                                   | um 1653         |         |          | |
| Weltenburg         | Klosterkirche St. Georg                          |      | Johann Konrad Brandenstein                  | 1728            | I/P     | 13       | 1992/93 von Georg Jann restauriert. → Orgel |
| Windberg           | Klosterkirche Mariä Himmelfahrt                  |      | Johann Ignaz Egedacher                      | 1725            | I/P     | 15       | Prospekt erhalten. Werk 1971 von Gerhard Schmid (26/III/P) → Orgel |
| Zwiesel            | Stadtpfarrkirche St. Nikolaus                    |      | Orgelbau Eisenbarth                         | 1979/1990       | III/P   | 48       | → Orgel |